# Mark Ryder
Mark Ryder es un actor británico, conocido por haber interpretado a César Borgia en la serie Borgia.

## Carrera
En 2010 obtuvo un pequeño papel en la película Robin Hood, donde interpretó al nieto del Barón Baldwin (Robert Pugh). 
En 2011 se unió al elenco principal de la serie francesa Borgia, donde interpretó a César Borgia, el hijo del papa Alejandro VI (John Doman) hasta el final de la serie en 2014.

## Filmografía

### Series de televisión
| Año         | Serie     | Personaje     | Notas          |
| ----------- | --------- | ------------- | -------------- |
| 2011 - 2014 | Borgia    | Cesare Borgia | 35 episodios   |
| 2010        | Coming Up | Líder         | episodio "Boy" |

### Películas
| Año  | Título                         | Personaje               | Notas |
| ---- | ------------------------------ | ----------------------- | --- |
| 2021 | El amor en su lugar            | Patryk                  | largometraje dirigido por Rodrigo Cortés                                                                   |
| 2014 | Two Black Coffees              | -                       | corto - junto a Stanley Weber, John Doman, Marta Gastini y Diarmuid Noyes                                  |
| 2013 | Life on Loan, Vita in Prestito | Dr. De Nicola           | corto - junto a Marta Gastini y Andrew Hawley                                                              |
| 2012 | Good Vibrations                | Greg Cowan              | junto a Liam Cunningham, Jodie Whittaker, Richard Dormer, Killian Scott, David Wilmot y Andrew Simpson     |
| 2011 | Libertatia                     | Gabriel                 | corto - junto a Robert Goodale, Kirsty Mather y Alex McClelland                                            |
| 2011 | Albatross                      | Rich                    | junto a Jessica Brown-Findlay, Harry Treadaway, Josef Altin, Felicity Jones, Julia Ormond y Sebastian Koch |
| 2010 | Robin Hood                     | Nieto del Baron Baldwin | junto a Russell Crowe, Cate Blanchett, Max von Sydow, William Hurt, Mark Strong y Oscar Isaac              |
| 2009 | Small Island                   | Kip                     | junto a Naomie Harris, Hugh Quarshie, Ruth Wilson, David Oyelowo, Roger Sloman y Ashley Walters            |
| 2009 | Five Minutes of Heaven         | Joven Alistair          | junto a Niamh Cusack, Mathew McElhinney, Conor MacNeill, Kevin O'Neill y Gerard Jordan                     |